# Casbia inconspicua
Casbia inconspicua là một loài bướm đêm trong họ Geometridae.